# 許斐山
許斐山（このみやま）は、福岡県宗像市王丸と福津市八並にまたがる山である。標高271m。山頂一帯には宗像氏の一族許斐氏の居城である許斐山城があった。

## 宗像テレビ・FM中継局
山頂には、NHK福岡放送局と福岡県の民放テレビ5局及びFM FUKUOKAの中継局が設置されている。旧宗像郡地域はもちろんのこと、古賀市・新宮町もカバーしている。

### 住所
- 福岡県宗像市王丸字許斐国有林119番地う林小班
- 福岡県福津市八並字許斐山733番1号

### 宗像地区の特殊事情
宗像市は、福岡市と北九州市の中間に位置しており、旧市部では、福岡タワー・皿倉山にある八幡テレビ・FM放送所両方からの電波が届いている。しかし、ともに送信所からの距離が離れていることもあり電波が弱くなっている上、アナログVHF帯では互いの送信チャンネルが近接して（6chに至ってはNHK同士で重なって）いることもあり、混信による障害が発生するケースもあった。
このため、1970年代後半に、この山に中継局が設けられた。宗像も福岡都市圏の淵部となっているためNHKは福岡局の中継局だが、関門都市圏（北九州都市圏）でもあるため民放は八幡局からの電波を変換して再送信している。
また、2007年9月1日開始の地上デジタルテレビジョン放送においては、県内のどの局とも異なる物理チャンネル設定となっている。これは、先述の地理的要因により、デジタル固有の受信障害が発生する恐れがあるためである。福岡県内の物理チャンネルパターンは、「福岡エリア」（福岡局・糸島局）、「北九州・筑豊エリア」（北九州局・行橋局）、「筑後エリア」（久留米局・大牟田局）、そして「宗像エリア」の4パターンが存在することになる。

### 放送対象エリア
総務省の定めた放送エリアは以下の通り。
- 福岡市東区
- 古賀市
- 宗像市
- 福津市
- 糟屋郡新宮町

### 地上デジタルテレビジョン放送送信設備
チャンネルの配列順は、EPGでは大元のデータを東京で一括して制作している関係上「NHK総合→NHKEテレ（教育）→民放ID順」となっているが、デジタルテレビ放送受信機における選局順は、下記の表に掲げたような実際のリモコンキーID順である。
- 理由としては、親局のアナログ1chが民放（福岡ではKBC）であり、そのような地域は全て当該民放がリモコンキーID「1」を選択していることが挙げられる。この場合、NHK総合は「3」となっている。福岡県以外では中京広域圏（愛知県・岐阜県・三重県）、北海道、青森県、宮城県、富山県、鳥取県（＋島根県）、徳島県および鹿児島県が該当する。なお、アナログ1chがNHKEテレである山口県と長崎県、アナログ2chがNHK総合である近畿広域圏（大阪府・兵庫県・京都府・滋賀県・奈良県・和歌山県）と長野県と沖縄県はNHK総合がリモコンキーID「1」となっている。

| リモコンキーID | 放送局名        | 物理チャンネル(ch) | 空中線電力 | 実効輻射電力 | 放送対象地域 | 放送区域内世帯数 |
| -------------- | --------------- | ------------------ | ---------- | ------------ | ------------ | ---------------- |
| 1              | KBC九州朝日放送 | 23                 | 21W        | 105W         | 福岡県       | 103,402世帯      |
| 2              | NHK福岡教育     | 22                 | 21W        | 100W         | 全国         | 103,402世帯      |
| 3              | NHK福岡総合     | 35                 | 21W        | 140W         | 福岡県西部   | 103,402世帯      |
| 4              | RKB毎日放送     | 24                 | 21W        | 100W         | 福岡県       | 103,402世帯      |
| 5              | FBS福岡放送     | 20                 | 21W        | 100W         | 福岡県       | 103,402世帯      |
| 7              | TVQ九州放送     | 26                 | 21W        | 100W         | 福岡県       | 103,402世帯      |
| 8              | TNCテレビ西日本 | 18                 | 21W        | 100W         | 福岡県       | 103,402世帯      |
| 地上D248ch     | RKB Gガイド     | 24                 | 21W        | 100W         | 福岡県       | 103,402世帯      |

備考
- 全局中継局。NHKとTVQは福岡タワー局と物理チャンネルが同一である。2007年9月1日放送開始。
- UHFアンテナは13ch - 52ch用または13ch - 44ch（ローバンド）用での受信となるため、アナログテレビを受信するためのアンテナでは受信できないことがある。その場合は、13ch - 52ch対応のUHFアンテナか13ch - 44ch対応のUHF（ローバンド）用アンテナと地デジ対応ブースター等を取り替える必要がある。
- 地上デジタル248chは、Gガイドで放送されている番組表データを放送しているチャンネルである。物理チャンネル24chのRKBの放送波で送信されているが、受信機の選局順ではTNC（地上デジタル081ch及び同082ch）の後になっている。このチャンネルに合わせると、「このチャンネルはGガイドデータ配信用チャンネルであり、映像放送を行っているチャンネルに変更するように」という旨の表示がなされる。サービス開始は宗像局開局前であるため、試験放送の段階から利用可能だが、受信機が地デジGガイド受信に対応している必要がある。
  - なお、配信されている番組表は上記表に掲げた福岡県の放送局の分のみである。
- 出力はアナログに換算すると210Wに相当。周辺アナログ中継局の統合（津屋崎中継局がデジタル化で廃止）も兼ねており、実質7倍に増力されたことになる。
- KBCについては、2013年9月2日（放送開始時刻については不明）から同年12月9日にかけて、16chから23chに変更。また同年10月になってから、16chの出力を下げている模様（アンテナレベルの低下で確認）[9]。
- NHK総合に関しては、韓国波による電波障害対策のチャンネル変更で、2018年7月23日から同年10月22日にかけて、28chから35chに変更[10]。

### FMラジオ放送送信設備
| 周波数  | 放送局名   | 空中線電力 | 実効輻射電力 | 放送対象地域 | 放送区域内世帯数 |
| ------- | ---------- | ---------- | ------------ | ------------ | ---------------- |
| 84.1MHz | FM FUKUOKA | 20W        | 23W          | 福岡県       | -                |

備考
- NHK-FMとCROSS FMとLOVE FMは、玄界灘沿岸にある福岡タワーの放送エリアのめやすである[要検証 – ノート]為に中継局は無く、九千部山の久留米・鳥栖テレビ・FM放送所と（※CROSS FMは、福岡タワー（78.7MHz）から送信。）親局から送信されている電波を受信する（LOVE FMは出力1kWで、かつFMの最低周波数（76.1MHz）のため、広範囲をカバーしている）。
- 対してFM FUKUOKAのみ、送信所が鴻巣山と離れているため、市内では受信しづらかったことから、中継局設置に至った。当初は宮若市の西山に置かれていたが、後にこの山に移設された。

### 地上アナログテレビジョン放送送信設備
| チャンネル | 放送局名         | 空中線電力        | 実効輻射電力      | 放送対象地域 | 放送区域 内世帯数 | 開局年月日      |
| ---------- | ---------------- | ----------------- | ----------------- | ------------ | ----------------- | --------------- |
| 45         | TNC テレビ西日本 | 映像30W/ 音声7.5W | 映像170W/ 音声43W | 福岡県       | 約82,000世帯      | 1976年 6月16日  |
| 47         | FBS 福岡放送     | 映像30W/ 音声7.5W | 映像170W/ 音声43W | 福岡県       | 約82,000世帯      | 1975年 10月23日 |
| 49         | RKB RKB毎日放送  | 映像30W/ 音声7.5W | 映像170W/ 音声43W | 福岡県       | 約82,000世帯      | 1979年 4月18日  |
| 51         | KBC 九州朝日放送 | 映像30W/ 音声7.5W | 映像170W/ 音声43W | 福岡県       | 約82,000世帯      | 1979年 4月18日  |
| 53         | NHK 福岡総合     | 映像30W/ 音声7.5W | 映像160W/ 音声40W | 福岡県西部   | 約82,000世帯      | 1975年 10月23日 |
| 55         | NHK 福岡教育     | 映像30W/ 音声7.5W | 映像160W/ 音声40W | 全国         | 約82,000世帯      | 1975年 10月23日 |
| 27→61      | TVQ TVQ九州放送  | 映像30W/ 音声7.5W | 映像170W/ 音声43W | 福岡県       | 約82,000世帯      | 1991年 12月20日 |

備考
- 全局2011年7月24日をもって廃局。
- TVQは、地デジ放送開始によるアナアナ変換に伴い、2005年1月5日 - 7月21日の期間中に変更[16]。